# Gran Premio di Lugano
Gran Premio di Lugano er et schweizisk endagsløb i landevejscykling som arrangeres hvert år i marts. Løbet er blevet arrangeret siden 1981. Løbet er af UCI klassificeret med 1.1 og er en del af UCI Europe Tour

## Vindere
| År                                        | Vinder              | Toer                   | Treer                 |        |
| ----------------------------------------- | ------------------- | ---------------------- | --------------------- | ------ |
| 1981                                      | Josef Fuchs         | Daniel Gisiger         | Marco Vitali          |        |
| 1982                                      | Marco Vitali        | Hans Von Niederhäusern | Viktor Schraner       |        |
| 1983                                      | Chris Wreghitt      | Erich Maechler         | Gilbert Glaus         |        |
| 1984                                      | Benno Wiss          | Urs Zimmermann         | Jean-Claude Leclercq  |        |
| 1985                                      | Gottfried Schmutz   | Jean-Claude Leclercq   | Richard Trinkler      |        |
| 1986                                      | Mauro Gianetti      | Stephen Hodge          | Daniel Huwyler        |        |
| 1987                                      | Thomas Wegmüller    | Acácio da Silva        | Stephan Joho          |        |
| 1988                                      | Marco Vitali        | Daniel Wyder           | Jocelyn Jolidon       |        |
| 1989                                      | Gilles Delion       | Urs Freuler            | Guido Winterberg      |        |
| 1990                                      | Marco Vitali        | Daniel Huwyler         | Mike Renfer           |        |
| 1991                                      | Pascal Jaccard      | Thomas Benz            | Marcel Bischof        |        |
| 1992                                      | Steffen Rein        | Andrzej Sypytkowski    | Nicola Puttini        |        |
| 1993                                      | Roberto Caruso      | Roland Meier           | Thomas Bay            |        |
| 1994                                      | Andrea Chiurato     | Beat Zberg             | Gabriele Colombo      |        |
| 1995                                      | Stefano Colagè      | Fabrizio Bontempi      | Giuseppe Guerini      |        |
| 1996                                      | Amilcare Tronca     | Armin Meier            | Andrea Stocco         |        |
| for amatører                              |                     |                        |                       |        |
| 1997                                      | Michele Rezzani     |                        |                       |        |
| 1998                                      | Luca Bianucci       |                        |                       |        |
| 1999-2000 ikke afholdt for professionelle |                     |                        |                       |        |
| 2001                                      | Luca Paolini        | Beat Zberg             | Bobby Julich          |        |
| 2002                                      | Ruslan Ivanov       | Davide Rebellin        | Niki Aebersold        |        |
| 2003                                      | David Moncoutié     | Aleksandr Kolobnev     | Ruslan Hryschtschenko |        |
| 2004                                      | Frédéric Bessy      | David Moncoutié        | Vladimir Miholjević   |        |
| 2005                                      | Rik Verbrugghe      | Patrice Halgand        | Emanuele Sella        |        |
| 2006                                      | Paolo Bettini       | Kim Kirchen            | Aljaksandr Kutjynski  |        |
| 2007                                      | Luca Mazzanti       | Peio Arreitunandia     | Jevgenij Petrov       |        |
| 2008                                      | Rinaldo Nocentini   | Davide Rebellin        | Enrico Gasparotto     |        |
| 2009                                      | Rémi Pauriol        | Davide Rebellin        | Simon Gerrans         |        |
| 2010                                      | Roberto Ferrari     | Jure Kocjan            | Giampaolo Cheula      |        |
| 2011                                      | Ivan Basso          | Fabio Duarte           | Giovanni Visconti     |        |
| 2012                                      | Eros Capecchi       | Damiano Cunego         | Enrico Battaglin      |        |
| 2013 aflyst pga. sne                      |                     |                        |                       |        |
| 2014                                      | Mauro Finetto       | Sonny Colbrelli        | Diego Ulissi          |        |
| 2015                                      | Niccolò Bonifazio   | Francesco Gavazzi      | Matteo Montaguti      |        |
| 2016                                      | Sonny Colbrelli     | Diego Ulissi           | Roberto Ferrari       |        |
| 2017                                      | Iuri Filosi         | Marco Frapporti        | Davide Orrico         |        |
| 2018                                      | Hermann Pernsteiner | Kristian Sbaragli      | Enrico Gasparotto     |        |
| 2019                                      | Diego Ulissi        | Aljaksandr Rabusjenka  | Matej Mohorič         |        |
| 2020                                      | aflyst              | aflyst                 | aflyst                | aflyst |
| 2021                                      | Gianni Moscon       | Valerio Conti          | Ben Hermans           |        |
| 2023                                      | aflyst              | aflyst                 | aflyst                | aflyst |